# 미야자키 하야오
미야자키 하야오(일본어: 宮﨑 駿, 1941년 1월 5일~)는 일본의 애니메이션 감독이자 애니메이터이다.
제2차 세계 대전 중인 1941년 1월 5일 도쿄시 분쿄구에서 태어나 가쿠슈인 대학에 진학하여 경제학을 전공하였다. 대학 재학 중에 청소년 신문에 만화를 기고하였으며, 1963년 졸업 후 도에이 애니메이션(東映動画)에 입사하여 후일 동업자가 되는 다카하타 이사오와 함께 본격적인 애니메이션 제작에 들어갔다.
《미래소년 코난》(1978년)·《빨강머리 앤》(1979년)에 이어 세계 멸망과 부흥이라는 극적인 소재와 환경이란 주제를 다뤘던《바람계곡의 나우시카》(1984년)로 크게 성공하였다. 또한, 《마녀 배달부 키키》와 《붉은 돼지》는 상영된 그해 일본 최고의 흥행성적을 기록하였고, 컴퓨터그래픽을 이용하여 만든 《모노노케 히메》(1997년)는 제작비 20억 엔을 투자하여 1400만 명 이상의 관객을 동원하였다.
1984년에 다카하타 이사오와 함께 스튜디오 지브리(Studio Ghibli)를 창단하고 이후 《천공의 성 라퓨타》(1986년)·《마녀 배달부 키키》(1986년)·《이웃집 토토로》(1988년)·《추억은 방울방울》(1991년)·《붉은 돼지》(1992년)·《귀를 기울이면》(1995년)·《모노노케 히메》(1997년) 등을 성공적으로 발표한다. 애니메이션으로서는 최초로 베를린 영화제의 금곰상을 수상한 《센과 치히로의 행방불명》(2001년)은 일본에서도 2천4백만 관객을 동원하는 일본영화 사상 최고의 흥행기록을 세웠다. 이후 《하울의 움직이는 성》(2004)을 만들었고, 2006년에는 그의 아들 미야자키 고로가 《게드 전기》를 감독, 제작하였는데 이전의 지브리 작품들보다 미흡한 점이 있었으나 그림과 음악은 훌륭하다는 평가를 받았다.
《벼랑 위의 포뇨》(2008년)를 제작하였다. 《벼랑 위의 포뇨》는 제65회 베니스 영화제에 출품되었다.
2024년 8월 31일 막사이사이상 수상자로 선정하였다.

## 애니메이션 제작활동 이전의 삶과 가족
미야자키 하야오는 1941년 도쿄 분쿄구 아케보노정에서 사형제의 둘째로 태어났다. 아버지 미야자키 가쓰지는 제2차 세계대전 때 미야자키 항공사의 관리자로 일했다. 미야자키 항공사는 A6M 제로 전투기에 장착하는 방향타를 만들었다. 이 때부터 미야자키는 자주 비행기를 그리기 시작했고, 그 후 일생동안 비행의 매력에 빠져 지냈다. 이러한 경향은 후에 그의 영화에서 되풀이되며 분명하게 나타난다.
1945년 세계대전이 끝나고 일본이 미국에 항복하게 되자, 미야자키 항공사는 몰락하고 집안 형편이 어려워지기 시작했다.
미야자키의 어머니는 사회적 규범에 대해 자주 질문을 던졌으며, 열성적으로 책을 읽는 사람이었다. 어머니가 1947년부터 1955(56)년까지 결핵 치료를 받아야 했기에 미야자키는 가족을 따라 자주 이사를 다녔다. 특히 1948년부터 1956년까지 9년 동안 어머니는 병상에 누워지냈으며, 미야자키는 어머니 없이 청소년기를 보냈다고 할 수 있다. 후일 《이웃집 토토로》는 그의 어린 시절을 배경으로 하고 있고, 이 영화에 나오는 가족의 어머니도 비슷하게 고통받는다. 미야자키의 어머니는 당시에는 치료하기 어려웠던 척추카리에스(결핵균이 척추에 침투하여 발생하는 질환)에 오래 시달리다가, 1984년 71세의 나이로 세상을 떠났다.
미야자키는 도요타마 고등학교에 다녔다. 3학년 때 일본 최초의 장편 컬러 만화 영화로 불리는 '백사전'(하얀 뱀 이야기)을 보았다. 애니메이션에 대한 그의 관심은 그 때부터 시작되었다. 그러나 만화영화 제작자가 되기 전에 사람 모습을 그리는 것부터 배워야만 했는데, 그 때까진 주로 비행기나 전투함만을 그렸기 때문이었다.
고등학교를 졸업한 후 가쿠슈인 대학에 입학하였고, 1963년에 정치학과 경제학 학위를 얻고 졸업하였다. '아동문학 연구 모임'의 구성원이었고, 만화 연구회가 없었기 때문에 그곳은 '당시 만화 모임에 가장 가까운 것'이었다.
1963년 4월에 도에이 동화에서 직장을 얻었고, 애니메이션 《멍멍충신장》을 만드는 데 동참했다. 1965년 10월 동료 만화영화 제작자(애니메이터)인 아케미 오타와 결혼했다. 아케미는 미야자키와의 사이에서 두 아들 미야자키 고로와 미야자키 게이스케를 낳고, 양육을 위해 직장을 그만두었다. 고로는 현재 만화영화와 영화 제작자가 되었고, 스튜디오 지브리에서 《게드전기》를 감독하였다. 게이스케는 나무 예술가가 되어 지브리 박물관에 있는 작품들을 창작했고, 〈마음의 속삭임〉이라는 스튜디오 지브리의 영화에서 나오는 나무 조각을 만들었다.
미야자키 하야오는 본인의 직업에만 집중했고, 그런 태도가 아들 고로와의 관계에 부정적인 영향을 주기도 했다.

## 작품 활동
미야자키는 도에이 애니메이션에서 일하면서 《걸리버의 우주여행》(1965)에 대한 아이디어를 처음 생각했다. 그는 처음의 결말이 별로 만족스럽지 못하다는 점을 발견하고 자신의 아이디어에 따라 결말을 조정했으며, 그 아이디어는 실제 상영된 영화에 반영되었다.
이후에 수석 애니메이터와 컨셉트 아티스트(concept artist)로서 중요한 역할을 맡았고 1968년에 다카하타 이사오가 감독한 애니메이션 《태양의 왕자 호루스의 대모험》에서 화면 디자이너(scene designer)로 참여했다. 이후 30년 동안 다카하타와 함께 일했다. 기미오 야부키의 애니메이션 《장화 신은 고양이》(1969)(원작:장화 신은 고양이)에서 미야자키는 작품의 디자인을 짜고 이야기를 만들면서 핵심적인 아이디어를 제공했는데, 그 중 하나가 극의 절정부에 해당하는 추격전 장면이다.
그 후 '하늘을 나는 유령선'에 참여하여 몇몇 장면을 제안했다. 탱크가 떼를 지어 도쿄 도심으로 물밀듯이 밀려들자 대중이 히스테리를 일으키는 장면이 그것이다. 그리고 직접 그 장면을 그렸다. 1971년에 미야자키는 '동물보물섬'과 '알리바바와 40인의 도둑'에서 이야기의 구조와 인물의 성격, 디자인을 발전시켰다. 스토리보드 작업도 했고 중요한 장면을 그리기도 했다.

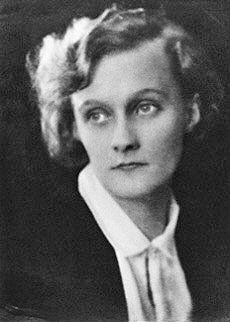
린드그렌

미야자키는 1971년에 도에이 애니메이션을 떠나 A 프로로 자리를 옮겼다. A 프로는 그가 타카하타 이사오와 함께 첫 번째 루팡 3세 시리즈를 여섯 편 이후부터 공동으로 연출한 곳이다. 그와 다카하타는 '말괄량이 삐삐' 시리즈를 사전제작하기 시작했고, 스토리보드 작업을 광범위하게 했다. 그러나 원작자인 아스트리드 린드그렌을 만나고 작품에 관한 자료 수집도 하려고 스웨덴으로 여행을 간 후에, 그들은 프로젝트의 완성에 관한 허가를 받지 못했고 그 작품은 취소되었다.
삐삐 대신에 미야자키는 다카하타 이사오가 감독한 '팬더와 아기 팬더'(1972년)에서 원안·각본·화면설정·원화를 담당했다. 1978년에 《미래소년 코난》으로 연출 데뷔를 하였다. 1979년 '빨강 머리 앤'의 제작 도중에 미야자키는 니폰애니메이션을 떠났다. 그것은 그의 첫 번째 장편 애니메이션인 '루팡 3세 - 카리오스트로의 성'을 감독하기 위해서 내린 결정이었다.
미야자키의 다음 작품은 《바람계곡의 나우시카》(1984)이었다. 《나우시카》는 이후 그의 작품에서 되풀이되는 주제가 많이 등장하는 모험 영화이다. 예로, 환경보전(ecology)에 관한 메시지나, 항공기의 매력, 그리고 특히 악한 역할인 경우에 인물의 성격을 정신적으로 모호하게 묘사하는 것을 들 수 있다. 나우시카는 미야자키가 원작과 애니메이션 감독을 동시에 맡은 첫 번째 작품이었다. 그는 같은 제목의 만화를 그리기 시작하면서부터 애니메이션을 기획했는데, 그 후 2년이 흘러 애니메이션이 개봉된 후에도 만화는 완결되지 못했다.

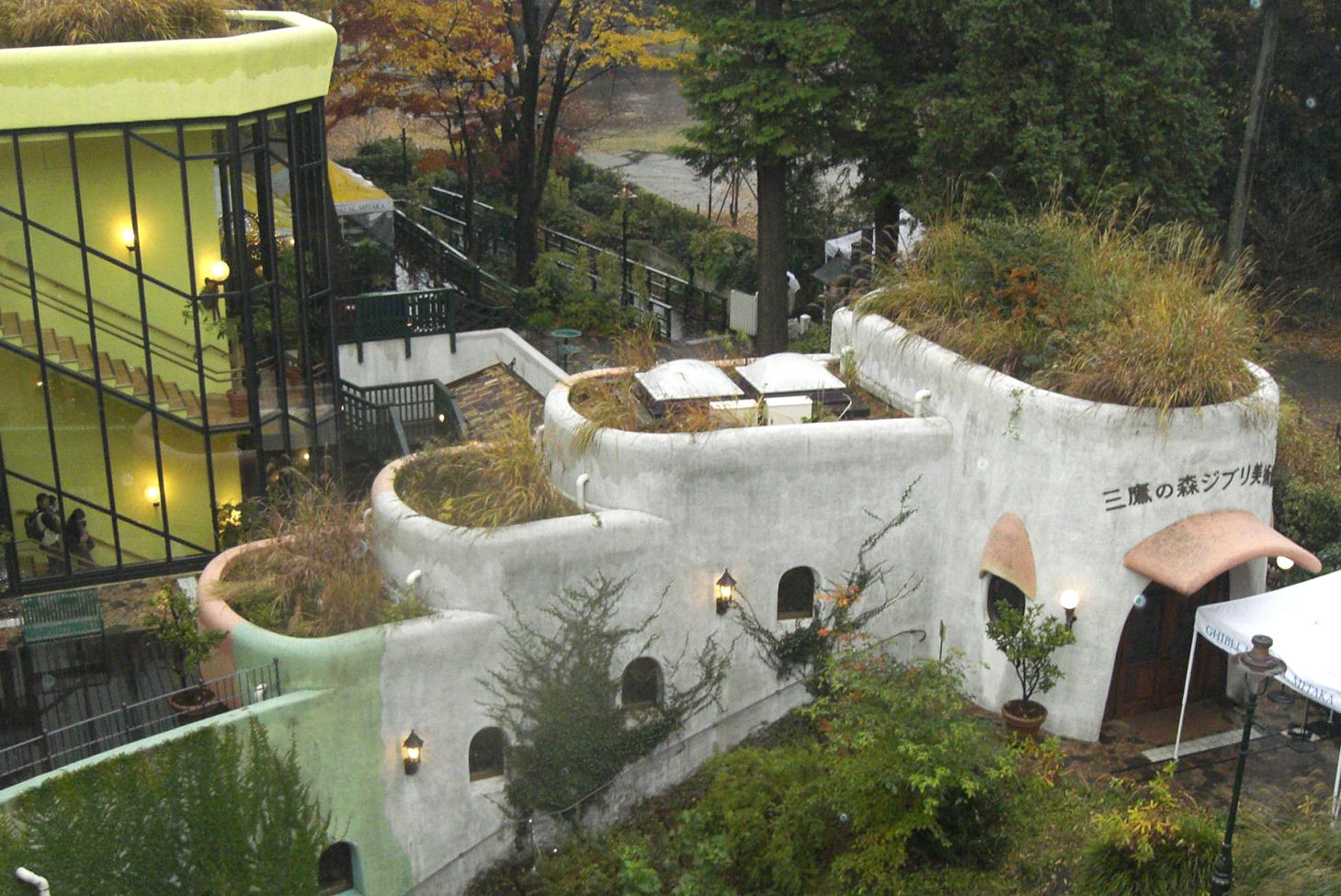
지브리 박물관의 모습

1984년에 발표한 《바람계곡의 나우시카》가 성공하면서, 미야자키 하야오는 다카하타 이사오와 함께 스튜디오 지브리를 설립하였다. 최근까지 그는 스튜디오 지브리에서 작품활동을 하고 있다.
미야자키는 계속해서 영화 세 편을 만들면서 명성을 얻었다. 《천공의 성 라퓨타》(1986)는 부모님이 돌아가셔서 고아인 두 사람이 하늘을 떠다니는 신비의 섬을 찾아 모험에 뛰어드는 내용이며, 《이웃집 토토로》(1988)는 두 소녀가 숲의 정령인 토토로와 교감하며 모험을 벌이는 이야기이며, 《마녀 배달부 키키》(1989)는 가도노 에이코의 소설을 원작으로 하는 작품으로, 작은 마을에 사는 소녀가 집을 떠나 마녀로서 대도시에 사는 내용이다. 위의 영화 세 편 모두에 하늘을 나는 장면이 항상 등장하는데, 미야자키가 비행에 대한 이상을 지니고 있다는 점을 보여준다. 예를 들어 《라퓨타》에서는 날개를 위 아래로 흔들면서 나는 초기의 비행기(ornithopter)가 나오고, 《토토로》에서는 토토로와 고양이 버스가 하늘을 날아다니며, 《키키》에서는 키키가 빗자루를 타고 하늘을 난다.

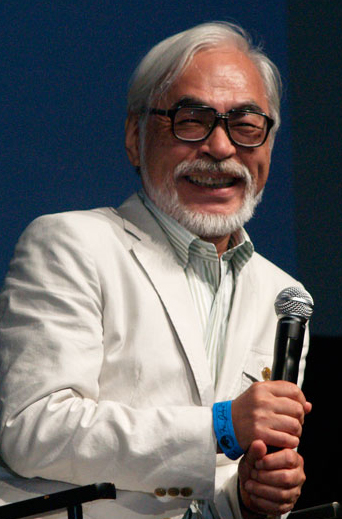
2009년 7월 28일, 존 라세타와의 대담에서

《붉은 돼지》(1992)는 미야자키 작품 중에서도 특히 예외적인 작품이다. 일례로 주인공이 어린 여자가 아니라 성인 남성이라는 점이 있으며, 이탈리아 무솔리니의 파시즘에 반대하는 비행기 조종사인데, 그는 의인화된 돼지로 변한다. 영화는 1920년대 이탈리아를 배경으로 한다. 주요 등장인물은 두 사람으로, 공적 즉 비행기를 타고 도적질을 하는 무리와 싸워서 보상금을 타내는 주인공과 부유한 미국 군인이다. 영화는 의무와 이기심 사이의 긴장을 주로 그리고 있다. 그의 다른 영화와 마찬가지로 이 영화도 풍부한 암시를 담고 있으며, 1930년대와 1940년대 미국 영화를 참고하여 많은 유머와 매력을 보여주고 있다. 예를 들어 주인공 '붉은 돼지'는 영화 배우 험프리 보가트가 영화에서 보여준 다양한 면모를 지니고 있다.
《모노노케 히메》(1997)는 《바람계곡의 나우시카》에서 보여주었던 생태·정치적 주제를 다시 다룬 작품이다. 내용은 주로 숲의 동물신과 숲을 개발하려는 인간 사이의 갈등에 초점을 맞추고 있다. 이 작품은 미야자키의 다른 작품보다 폭력적인 장면이 상당히 많이 나온다. 《모노노케 히메》는 일본에서 엄청난 상업적인 성공을 거두었으며, 《타이타닉》(1997) 전까지 가장 많은 수익을 거둔 영화였다. 결국 이 작품은 일본 아카데미 시상식에서 최우수 상을 수상했다. 미야자키는 《모노노케 히메》를 감독한 후에 잠시 물러나 휴식을 취했다.
쉬는 동안 미야자키는 친구의 딸들과 시간을 보냈고, 그 중 한 사람에게서 영감을 얻어 《센과 치히로의 행방불명》(2001)을 만들었다. 이 작품은 한 소녀의 이야기로, 그녀는 기괴한 신들의 세계에서 살아남으려고 애쓰며, 여자 마법사가 그녀의 부모를 돼지로 변하게 한 후에 그 마법사가 소유한, 신들을 위한 목욕탕에서 일하게 된다. 일본에서는 2001년 7월에 개봉해 국내에서 2400만 명의 관객을 동원했고 그 기록은 아직도 깨지지 않고있다. 2001년 일본 아카데미 시상식에서는 물론이고 2002년에 베를린 국제 영화제에서 금곰상을 수상했으며, 아카데미에서도 최우수 장편애니메이션상을 받았다.
2004년 7월 《하울의 움직이는 성》을 완성했다. 이 영화는 다이애나 윈 존스의 판타지 소설을 원작으로 한 것이다. 미야자키가 물러났다가 다시 복귀한 이후에, 이 장편 애니메이션의 원래 감독이었던 호소다 마모루가 갑작스럽게 이 작품을 포기했었다. 영화는 2004년 베니스 국제 영화제에서 기술 공헌상(Golden Osella award)을 수상하였다. 2004년 11월 20일에 일본에서 개봉하였다.
2005년 미야자키는 베니스 국제 영화제에서 공로상을 수상했다. 그 후 미야자키가 만드는 마지막 영화가 아마도 "나는 내 어린 소년을 잃었다"가 될 것이라는 보도가 나왔다. 2007년에 이 작품의 제목이 《벼랑 위의 포뇨》로 바뀌었다. 영화는 '소스케'라는 다섯 살 소년과 인간이 되고 싶어하는 금붕어 공주 '포뇨'를 둘러싸고 벌어지는 이야기를 담고 있다. 지브리 스튜디오의 사장 스즈키 토시오는 "영화의 70-80%가 바다에서 진행된다. 그것은 자유로운 드로잉으로 어떻게 바다와 그 물결을 표현할 것인가 하는 문제에 감독이 도전한다는 것을 말해준다"라고 적었다. 이 영화는 미야자키의 최근 작품과는 대조적으로 컴퓨터 그래픽 기술을 활용한 장면이 거의 없다. 또, 본인은 이 작품제작 중, 체력적으로 이번작이 마지막 장편 애니메이션이라고 말하지만, 영화 개봉후 차기작에 대한 의욕을 나타냈었다.

## 노동조합 운동
한국 삐아제에서 출판한 미야자키 하야오 전기에 따르면, 미야자키 하야오는 도에이사에서 일할 적에 만화영화를 만드는 노동자들의 노동조건 개선을 위해 노동조합 운동을 했다. 레디앙에 따르면, 미야자키는 노동조합에서 서기를 맡아서 활동했으며, 다카하타 이사오와 사상적 교감을 나누며 노동조합 활동도 함께했다.

## 주제와 사상

### 선과 악
미야자키의 애니메이션에 등장하는 인물은 대부분 역동적이고, 현실을 바꿀 능력이 있으며, 전통적인 선-악 이분법의 틀로는 쉽게 묘사하기 어렵다. 그의 작품에 등장하는 위협적 인물들은 나중에 자신의 죄를 뉘우치거나 긍정적으로 변화하는 모습을 보이기 때문에, 사악한 적대자(antagonist)로 낙인찍을 수 없다. 예를 들어 '에보시'는, 《모노노케 히메》에서 철을 만들 원료를 얻기 위해 동물들이 살아가는 터전인 숲을 불태워버리려는 인물이다. 하지만 그녀는 자신이 다스리는 마을에서 나병환자와 전직 성매매 여성들에게 쉼터와 일터를 제공하는 휴머니스트이기도 하다.
미야자키의 영화는 용서할 수 없는 악마를 물리치는 결말보다, 등장 인물이나 생태계의 구성원들이 여러 갈등을 겪은 끝에 결국 서로 화해하게 되는 결말을 보여준다. 예를 들어 《바람계곡의 나우시카》는 마지막에 오무와 같은 거대한 곤충과 인간의 화해를 그리고 있다. 《센과 치히로의 행방불명》에서도 위에서 언급한 특징을 확인할 수 있다. 미야자키는 《센과 치히로의 행방불명》의 주인공인 치히로에 대해 "여주인공은 선과 악이 공존하는 세계로 들어가게 되었다…. 그녀가 그곳에서 용케 빠져나올 수 있었던 이유는 악을 파괴했기 때문이 아니라, 생존할 수 있는 능력을 체득했기 때문이다" 고 말한다.
미야자키는 그의 작품에 선과 악의 구분이 뚜렷하지 않은 이유를 이렇게 설명한다. 자신은 21세기를 '오래된 규범이 더 이상 유효하지 않으며 그 규범을 다시 점검할 필요가 있는 복잡다단한 시대'라고 생각하기 때문이라는 것이다. 단순한 고정관념은 이제 아동을 대상으로 하는 영화에서조차 사용될 수 없다고 그는 생각한다. 또한 그의 영화가 때때로 세계에 대한 비관주의를 드러냄에도 불구하고, 미야자키는 어린이에게 비관주의 대신에 긍정적인 세계관을 보여주려고 노력한다.
물론 《카리오스트로의 성》이나 《천공의 성 라퓨타》같은 미야자키의 초기 작품에는 다른 인물과 구별되는 악인이 등장한다. 그러나 《마녀 배달부 키키》나 《이웃집 토토로》 같은 나머지 다른 작품에는 뚜렷하게 등장하는 악인이 전혀 없다. 악인이 등장하지 않는 그의 작품 중 일부는, 전통적인 일본문화와 고대 애니미즘이 지닌 정령 신앙의 요소가 깊게 스며들어 있다. 예를 들어 "이웃집 토토로"에서는 토토로가 사는 곳인, 마을의 수호신사에 있는 숲(나무)이 등장한다.

### 환경주의
미야자키의 영화는 자주 환경주의와 지구 생태계의 연약한 모습을 강조한다. 《이웃집 토토로》에서, 신기한 생명체인 토토로는 언덕에 솟아있는 거대한 나무 꼭대기에 살고, 그 나무에 가족들이 절을 한다. 이러한 생태학적인 의식이, 《모노노케 히메》에서는 거대한 나무가 자리 잡고 있으며 꽃이 가득 피고 들개가 힘차게 질주하는, 거대한 원시림과 함께 울려퍼진다. 《센과 치히로의 행방불명》에서, 미야자키의 환경주의는 악취가 나는 "오물신"으로 구체화되었다. "오물신"은 원래 강의 신이었으나, 오염되어 오물신으로 변하였다가 온천에 와서 여주인공의 도움으로 목욕을 한 후에 깨끗해져서 원래 모습으로 되돌아가게 된다.
《모노노케 히메》, 《천공의 성 라퓨타》 그리고 《바람계곡의 나우시카》에서, 군대는 영화에 등장하는 생태학적인 낙원을 위협한다. 각각의 영화에서, '자연과 조화를 이루는 삶'과 '문명의 군사적 파괴'는 갈등을 일으키며 대립하는 요소이고, 땅과 자연 자원은 주인공이 온갖 어려움을 겪어가며 지켜내야 하는 중요한 것으로 등장한다. 전투 장면이 등장할 때마다, 군국주의를 연상시키는 음악과 함께 생태계의 파괴가 일어나고 그것은 곧 마을 거주자들이 모두 위험에 처하게 되는 상황으로 직결된다.
뉴요커와의 인터뷰에서 미야자키는 현대 문화의 상당 부분이 "천박하고 피상적이며 속임수"라고 주장하며, 자신이 "농담으로만 하는 얘기가 아니라", "야생 초원"이 지구를 덮는 종말론적인 시대를 기다리고 있다고 주장하였다. 그럼에도 불구하고, 그는 어른이 어린이에게 "그들의 세계에 대한 비전(vision)을 강제해서는" 안된다고 주장했다.

### 전쟁 반대
미야자키의 작품에 등장하는 주인공인 "나우시카"와 "모노노케 히메"는 둘 다 강력한 반전(反戰)사상을 드러내고 있다. 《바람계곡의 나우시카》에서는 나우시카의 희생 때문에, 거대 곤충인 오무 떼와 인간 사이의 전쟁이 그친다. 더욱이 나우시카가 사는 세계는, 전쟁과 환경 파괴로 인해 멸망한 오랜 문명의 폐허로 가득찬 곳이다. 《모노노케 히메》에서도 생명의 신 시시가미의 강력한 힘에 의해, 인간 사이의 추악한 전쟁과 인간과 자연의 대립이 종식된다. 《하울의 움직이는 성》에서, 하울은 전쟁에 대해 부정적인 견해를 분명히 밝히고, 그는 어떠한 공직에서도 싸움에 참가하기를 거부한다...

### 비행
비행은 미야자키의 영화에서 반복되며 등장하는 주제이다. 그는 비행을 중력으로부터의 자유를 누릴 수 있는 방식 중 하나라고 생각했고, 하늘을 날면서 지상의 풍경을 둘러보는 일이 어떻게 사람을 한 장소에 반하게 만드는지 보여주려 했다. 스튜디오 지브리가 2002년에 만든 단편 영화인 《상상 비행 기계》(Imaginary Flying Machines)에서는 비행의 놀라움에 대한 미야자키 자신의 언급이 가득 담겨 있다.
게다가 《천공의 성 라퓨타》에서 라퓨타는 하늘을 날아다니는 도시이며, 영화에는 각종 항공 장치와 항공기의 그림이 등장한다. 이런 주제는 《바람계곡의 나우시카》에서도 찾을 수 있는데, 나우시카는 그녀 자신이 메베를 타고 하늘을 나는 조종사이고, 영화 속에서는 거대한 무기를 운반하는 공중 수송 부대의 모습이 등장한다. 《마녀 배달부 키키》에서 키키는 빗자루를 타고 하늘을 날아다니며 배달 일을 하고, 《이웃집 토토로》에서 거대한 토토로는 사츠키와 메이를 태우고 밤하늘을 가로지른다. 《센과 치히로의 행방불명》에서는 치히로가 하쿠가 변해서 된 용을 타고 하늘을 날아 마녀 유바바의 온천으로 돌아오고, 《하울의 움직이는 성》에서는 하울과 소피가 그들의 마을 위 하늘로 날아 오른다. 《붉은 돼지》에서는 아예 주인공과 그에 맞서는 인물이 모두 비행사로서, 작품의 초점이 비행에 맞추어져 있고 비행기와 전투기가 등장한다.
미야자키가 즐겨 그리는 비행기는 주로 과거 제1·2차 세계대전 때 사용된 전투기나 폭격기의 모습이다. 그는 다소 둔탁해 보이지만 인간이 조종해야만 동작을 하는 그런 기계의 투박한 느낌이 살아있는 비행기를 좋아한다고 할 수 있다. 《붉은 돼지》는 제1차 세계대전과 제2차 세계대전 사이의 시대를 배경으로 매우 개성이 강하고 다양한 모습의 비행기들이 나타난다.

### 숲과 나무
종교학자 박규태는 《이웃집 토토로》와 《모노노케 히메》의 숲을 비교하며, 미야자키의 애니메이션에 일본 신도의 영향이 드러나 있다고 본다. 그는 토토로가 사는 숲은 마을의 수호신사인 진주의 숲으로, 자체적인 질서가 잡힌 코스모스의 숲이다. 반면에 원령공주에 나오는 시시가미(사슴신)의 숲은 태초의 원시림이며, 원시적 생명력의 숲이다.
다른 장편 애니메이션에도 숲과 나무는 꾸준히 등장하는 소재이다. 《천공의 성 라퓨타》에선 사람이 살지 않는 라퓨타성을 거대한 나무가 지탱하고 있으며, 《바람계곡의 나우시카》에서도 곰팡이 나무와 기괴한 식물들이 등장한다. 나우시카에 나오는 식물의 이미지는 핵전쟁 이후라는 설정 아래 과거와 현재의 식물 모습을 혼합하고 바꾸어 만든 것이다.

### 신화
만화가 김윤아는 《모노노케 히메》에 세 갈래의 신화가 내재되어 있다고 주장한다. 첫째, 흰 들개신과 같이 직접적으로 등장하는 아이누 신화, 둘째, 일본 특유의 재앙신이 나오는 원령 사상, 셋째, 시베리아 샤머니즘으로 그 기원을 이야기 할 수 있는 북방계 신화이다.
아이누 민족은 오늘날의 일본 홋카이도, 혼슈의 도호쿠 지방에 정착해 살던 소수 민족이다. ‘아이누’는 신성한 존재인 ‘가무이’와 대비되는 ‘인간’이라는 의미의 홋카이도 지방의 아이누어 방언에서 비롯되었다. 일본어로는 '에미시', '에조(蝦夷)'로 불리는데, 이는 사할린 아이누의 ‘인간’을 뜻하는 '엔츄' 또는 '엔주'의 원형으로 보인다. 수렵과 어업을 주로 했던 그들의 풍습에는 많은 부분 북방계 샤머니즘의 영향이 드러난다.
《모노노케 히메》에 등장하는 주인공 아시타카는 일본 동북방에 은둔하던 에미시족의 수장인 젊은이로 나온다. 또한 영화에 등장하는 거대한 짐승신들은 아이누 신화에서 직접 빌려온 내용이다. 최근까지도 아이누 사람들은 산(山)이 짐승으로 변해서 모습을 드러내는 신들의 나라 라고 믿고 있다.
원령사상은 다음과 같다. "모노노케 히메"에서 '모노노케'는 산 사람을 괴롭히는 생령을 말하며, 일본에서는 생전에 원한을 품고 죽은 귀족이나 왕족이 사후에 재앙을 일으키는 것을 막으려고 신으로 모시는 관습이 있었다.
북방계 신화의 내용은 《모노노케 히메》에 나오는 사슴신과 연관이 깊다. 북방계 신화에는 사슴에 대한 이야기 많은데, 영화 속에서는 사슴신이 삶과 죽음을 관장하는 최고신으로 등장한다. 또한 어린아이의 영혼 같이 하얗고 작은 "고다마"들은, 인간 영혼이 벌거벗은 아이 모습으로 나뭇가지에 앉아 있다가 샤먼의 부름을 받고 세상으로 나온다는 신화적 관념을 연상시킨다.

### 페미니즘
스튜디오 지브리의 사장인 스즈키 도시오는, 미야자키가 여성 직원들을 대하는 태도 때문에 미야자키 하야오를 페미니스트라고 부른다.
| “ | 미야자키는 사실 페미니스트이다. 그는 회사가 성공하려면 그 회사에 다니는 여성 직원도 성공할 수 있게 해주어야 한다는 확신을 지니고 있다. 이런 그의 태도를 《모노노케 히메》에서 볼 수 있다. 예를 들어, 그 영화에 등장하는 제철소에서 일하는 노동자는 모두 여성이다. 《붉은 돼지》에서는 여성이 주인공의 비행기 전체를 다시 조립한다. | ” |

미야자키가 만든 여러 영화를 살펴보면 위 견해의 타당성을 확인할 수 있다. 다른 일본 애니메이션이나 일본 소설에서 여성 인물이 맡는 역할과는 반대로, 그의 영화에서는 기억에 남을만큼 강한 여성 주인공(protagonist)이 등장하기 때문이다. 예를 들어, 《바람 계곡의 나우시카》에서는 영화의 주인공으로 바람 계곡을 지켜내는 나우시카가 등장하고, 《모노노케 히메》에서는 들개신의 양녀로서 들개신과 함께 숲을 지켜내기 위해 인간과 싸우는 '산'이 등장한다. 《마녀 배달부 키키》는 제목에서 알 수 있듯이 소녀이자 마녀인 키키의 성장과정을 담았다. 《센과 치히로의 행방불명》에서는 돼지로 변한 부모를 구해내는 여주인공 치히로가 나오고, 《벼랑 위의 포뇨》에서는 인간이 되고 싶어하는 아기 물고기이자 여성인 포뇨가 등장하고 있다. 《마루 밑 아리에티》에도 주인공은 매우 작은 소녀인 아리에티이다.

### 어린이와 어린 시절
| “ | 어린이의 영혼은 이전 세대로부터 물려받은 역사적인 기억의 상속인이다. | ” |
|   | — 미야자키 하야오                                                    |   |

미야자키 감독이 만든 영화는 대부분 어린 시절을 다룬다. 예를 들어《이웃집 토토로》는 어른과 달리 영적 세계를 볼 수 있는 두 어린 소녀의 이야기이고, 《벼랑 위의 포뇨》에서는 소년이 바다에서 온 신비한 생명체와 친구가 되는 이야기이다. 《마녀 배달부 키키》와 《센과 치히로의 행방불명》도 역시 소녀의 성장과정을 담고 있다.
미야자키는 어린 시절에 대해 강한 애착을 갖고 있다. 그는 그 시절이 환상적이고 낭만적인 시기라면서, 그때 사람은 "부모의 보호를 받으면서 주변에 널려 있는 여러 문제를 알아 차리지 못한다"고 말한다. 그에 따르면, 현대를 살아가는 어린이는 자연과 접촉할 기회가 너무 없고 가상 세계에 너무 의존한다는 점에서 조금 걱정스러운 면이 있다. 그런 문제를 해결하기 위한 방법을 그는 자신의 영화에서 찾으려고 한다. 그의 영화에서 자연은 중요한 비중을 차지한다. 예를 들어 《천공의 성 라퓨타》에서는 하늘과 라퓨타성을 감싸고 있는 나무 내지는 숲이 나오며, 《모노노케 히메》에서는 산에 사는 동물신들이 등장하고 있고, 《벼랑 위의 포뇨》에서는 바다가 주요 배경으로 나온다. 또한 그는 영화를 만들 때 주위 어린이에게서 영감을 얻고, "어린이의 세계"를 이해하기 위해서 영화를 만든다.

## 참가 작품 목록

### 장편 애니메이션
- 《루팡 3세 - 카리오스트로의 성》 (ルパン三世カリオストロの城, 1979년, 각본)
- 《명탐정 홈즈》 (1984년 각본, 연출)
- 《바람 계곡의 나우시카》 (風の谷のナウシカ, 1984년, 연출, 원작, 각본)
- 《천공의 성 라퓨타》 (天空の城ラピュタ,1986년, 연출, 원작, 각본)
- 《이웃집 토토로》 (となりのトトロ, 1988년, 연출, 원작, 각본)
- 《마녀 배달부 키키》 (魔女の宅急便, 1989년, 연출, 각본)
- 《붉은 돼지》 (紅の豚, 1992년, 원작, 각본)
- 《귀를 기울이면》 (耳をすませば, 1995년, 제작, 각본)
- 《모노노케 히메》 (もののけ姫, 1997년, 연출, 원작, 각본)
- 《센과 치히로의 행방불명》 (千と千尋の神隠し, 2001년, 연출, 원작, 각본)
- 《하울의 움직이는 성》 (ハウルの動く城, 2004년, 연출, 각본)
- 《벼랑 위의 포뇨》 (崖の上のポニョ, 2008년, 연출, 원작, 각본)
- 《마루 밑 아리에티》 (借りぐらしのアリエッティ, 2010년, 각본, 기획)
- 《바람이 분다》 (風立ちぬ, 2013년, 연출, 각본)
- 《그대들은 어떻게 살 것인가》 (君たちはどう生きるか, 2023년, 연출)

### 단편 애니메이션
- 《하늘색 씨앗》 (1992년)- TV 스팟
- 《온 유어 마크》 (1995년) - 차게 앤 아스카의 뮤직비디오 애니메이션
- 《뭐야》 (1992)-TV 스팟
- 《상상 비행 기계》(2002)
- 《메이와 아기고양이버스》(2002)- 이웃집 토토로 외전

### TV 애니메이션
- 《미래소년 코난》 (未来少年コナン, 1978년)
- 《명탐정 홈즈》 (名探偵ホームズ, 1982년) - 에피소드 #3~5, #9~11편(감독, 각본, 콘티, 연출의 일부)

### 기타 참가 작품[29]
- 《멍멍충신장》(1963년, 동화 담당)
- 《늑대소년 켄》(1963년, 동화 담당)
- 《걸리버의 우주여행》(1965년, 동화 담당)
- 《소년닌자 바람의 후지마루》(1965년, 동화 담당)
- 《허슬 펀치》 (1965년, 원화 담당)
- 《레인보특공대 로빈》 (1966년, 34·38화 원화 담당)
- 《마법사 샐리》 (1966년 77·80·86화 원화 담당)
- 《태양의 왕자 호루스의 대모험》 (1968년, 장면설계 원화 담당)
- 《장화 신은 고양이》 (1969년 원화 담당)
- 《하늘을 나는 유령선》 (1969년, 원화 담당)
- 《무밍》 (1969년, 23화 원화 담당)
- 《비밀의 앗코창》 (1969년, 44·61화 원화 담당)
- 《동물보물섬》 (1971년, 아이디어 구성 원화 담당)
- 《알리바바와 40마리의 도적》 (1971년, 원화 담당)
- 《사루토비 엣창》 (1971년, 6화 원화 담당)
- 《긴 양말의 삐삐》 (1971년, 이미지 보드 작업)
- 《루팡 3세》 (1971년, 6화 이후부터 타카하타 이사오와 공동 연출)
- 《아카도 류노스케》 (1972년, 26,27화 콘티 담당)
- 《유키의 태양》 (1972년, 원화 담당)
- 《팬더와 아기 팬더》 (1972년, 원안·각본·화면설정·원화 담당)
- 《팬더와 아기팬더 '비온 날의 서커스 편'》(원안, 각본, 원화 담당)
- 《황야의 소년 이샘》 (15화 원화 담당)
- 《사무라이 자이언츠》 (1화 원화 담당)
- 《알프스의 소녀 하이디》 (장면설정·레이아웃 담당)
- 《플랜더스의 개》 (15화 원화 담당)
- 《엄마 찾아 삼만리》 (장면설정·레이아웃 담당)
- 《초원의 아들 텐스리》(레이아웃 지원)
- 《너구리 라스칼》 (일부 원화 담당)
- 《빨강머리 앤》(장면설정·1-15화 레이아웃 담당)
- 《신 루팡 3세》 (콘티·각본·145,155화 연출 담당)
- 《신 철인 28호》 (8화 원화 담당)
- 《리틀 니모》 (준비작업 참여)
- 《쾌걸 조로》 (1982년, 원화 지원)
- 《SPACE ADVENTURE 코브라》 (1982년, 원화 담당)
- 〈히타치-매셀 뉴 골드 비디어 테잎〉(광고, 원더 쉽 디자인 담당)
- 〈히타치-PC H2 포제트용 편〉 (캐릭터 디자인 담당)
- 《야나가와의 운하이야기》 (1987년, 제작)
- 《붉은 까마귀와 유령선》 (1989년, 유령선 디자인)
- 《추억은 방울방울》(제작 프로듀서)
- 《폼포코 너구리 대작전》(기획)
- 《귀를 기울이면》(각본, 콘티, 제작 프로듀서, 일부 연출)

디자인 워크
- 니혼TV의 심볼캐릭터 〈난다로〉(TVCM의 연출에도 담당)
- 요미우리 신문의 심볼캐릭터 〈도레도레〉
- 주니치 드래건스 공식 팬클럽의 마스코트 캐릭터 〈가부리〉
  - 1991년, 영화선전용으로서 자주적으로 만들었던 캐릭터였지만, 구단 창설년도 70주년 맞이하였던 2006년 된 후로, 팬클럽 설립에 기용하였다. 열렬한 주니치 팬으로 알려지는 스튜디오 지브리 프로듀서·스즈키 도시오에 의해 채용되었다고 한다.
- 고가네이시의 이미지캐릭터 〈고킨짱〉

## 같이 보기
- 기업
  - 스튜디오 지브리
  - TMS 엔터테인먼트
- 인물
  - 야마모토 니조
  - 오가 카즈오 (男鹿和雄)
  - 오시이 마모루
  - 히사이시 조
- 지역
  - 토토로의 숲 (トトロの森)
- 프로그램
  - 세계명작극장
- 사건
  - 우쓰노미야 공습(Bombing of Utsunomiya during World War II, 宇都宮空襲)

## 참고 문헌
- 황의웅《미야자키 하야오의 세계》(예솔, 1998년)
- 박규태《아마테라스에서 모노노케 히메까지 - 종교로 읽는 일본인의 마음》(책세상, 2001년)
- 김윤아《미야자키 하야오》(살림출판사, 2005년)